# Signori di Foligno

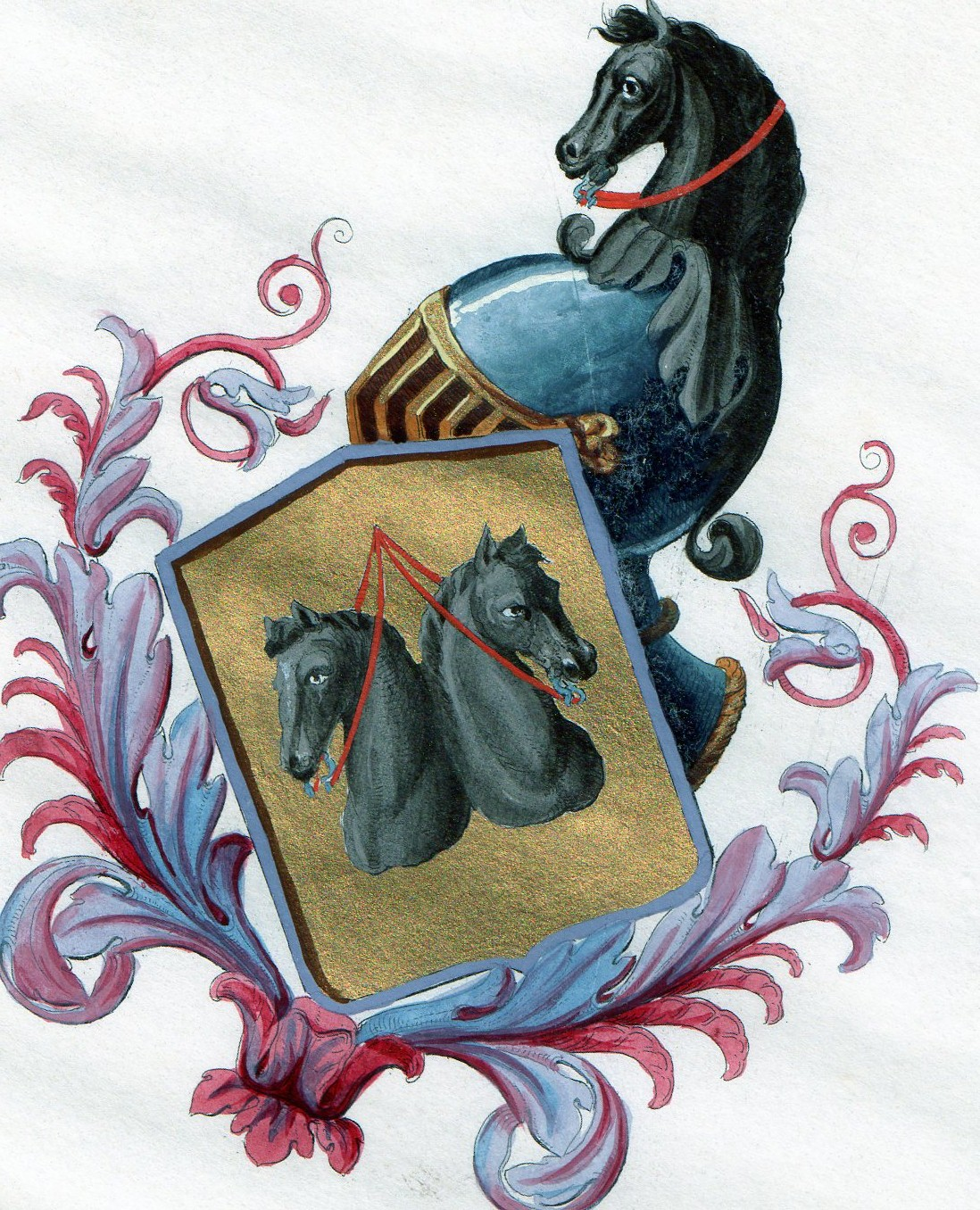
Stemma dei Trinci, signori di Foligno

Il seguente è un elenco dei signori di Foligno. I loro possedimenti si trovavano nel Folignate.

## Signori di Foligno (1305-1439)[1]
| N° | Titolo                    | Nome               | Dal  | Al               | Consorte e note                  |
| 1  | Gonfaloniere di Giustizia | Nallo              | 1305 | 1318 ca.         | Chiara Gabrielli                 |
| 2  | Gonfaloniere di Giustizia | Ugolino I          | 1318 | 1336             | Risabella Gaetani                |
| 3  | Gonfaloniere di giustizia | Corrado I          | 1336 | 1341             | Agnese Baglioni                  |
| 4  | Gonfaloniere di Giustizia | Ugolino II Novello | 1341 | 1349             | Vittoria Montemarte              |
| 5  | Vicario apostolico        | Trincia            | 1349 | 1377             | Giacoma d'Este; vicario dal 1367 |
| 6  | Vicario apostolico        | Corrado II         | 1377 | 1386             | Anna da Montefeltro              |
| 7  | Vicario apostolico        | Ugolino III        | 1386 | 1415             | Costanza Orsini                  |
| 8  | Vicario apostolico        | Niccolò Trincia    | 1415 | 1421             | Tora da Varano                   |
| 9  | Vicario apostolico        | Corrado III        | 1421 | 8 settembre 1439 | Costanza Orsini                  |